# 萧何葛
萧何葛（?—?），辽国后族。契丹人。辽道宗时南府宰相。
大康八年（1082年）十一月壬午，辽道宗以乙室大王萧何葛为南院宣徽使，权知奚六部大王事图为本部大王。大康九年（1083年）十一月初五日丙午，辽道宗进封梁王耶律延禧为燕国王，大赦。以南院宣徽使萧何葛为南府宰相，三司使王经参知政事兼知枢密事。大安元年（1085年）六月初十日，王绩为南府宰相，萧何葛为辽兴军节度使。大安五年（1089年）改任乙室大王。